# Bogoso

Bogoso är en ort i sydvästra Ghana. Det är den administrativa huvudorten för distriktet Prestea-Huni Valley och hade 6 625 invånare vid folkräkningen 2010. Bogoso är sammanvuxen med Kookoase i öster, och denna tätort hade 11 141 invånare 2010.